# مظفریان (گجرات)
آل مظفر یا مظفریان یا سلطنت احمدآباد نام سلسله‌ای بود از ۱۳۹۱ تا ۱۵۸۳ میلادی بر گجرات در غرب هند، فرمانروایی می‌کرد. ینیانگزار این سلسله ظفرخان بود که بعد از تاجگذاری مظفرشاه نامیده شد. پدر او وجه‌الملک، که پیش از گرویدن به اسلام، ساداران نام داشت، از طایفهٔ راجپوت یا ختری بود. زمانی که سلطان‌نشین دهلی بر اثر حملات تیمور تضعیف شده بود، ظفرخان از این فرصت استفاده کرد و سلطنت مستقل خویش را به وجود آورد. پسر او، احمد شاه اوّل، احمدآباد را به عنوان پایتخت تأسیس کرد. این سلسله، حدود ۲۰۰ سال و تا زمان تسلّط یافتن گورکانیان بر هند، ۱۵۸۳، در احمدآباد و گجرات حکومت می‌کردند. در زمان محمد بگرا، این سلسله به اوج قدرت خود رسید و تا ملوا در شرق و خلیج کوچ در غرب گسترش یافت.

## فهرست شاهان مظفری گجرات
| لقب/نام                                          | نام                                                     | حکومت                |
| ------------------------------------------------ | ------------------------------------------------------- | -------------------- |
| شمس‌الدین مظفرشاه اوّل                             | ظفرخان                                                  | ۱۳۹۱–۱۴۰۳ (دورهٔ اوّل) |
| نصیرالدین محمدشاه اوّل                            | تاتارخان                                                | 1403 - 1404          |
| شمس‌الدین مظفرشاه اوّل                             | ظفرخان                                                  | ۱۴۰۴–۱۴۱۱ (دورهٔ دوم) |
| ناصرالدین احمدشاه اوّل                            | احمدخان                                                 | ۱۴۱۱–۱۴۴۳            |
| المعزالدین محمدشاه دوم                           | کریم‌خان                                                 | ۱۴۴۳–۱۴۵۱            |
| قطب‌الدین احمدشاه دوم                             | جلال‌خان                                                 | ۱۴۵۱–۱۴۵۸            |
| داودشاه                                          | داودخان                                                 | ۱۴۵۸                 |
| ناصرالدین محمودشاه اول معروف به محمود بگرا       | فاتح‌خان                                                 | ۱۴۵۸–۱۵۱۱            |
| شمس‌الدین مظفرشاه دوم                             | خلیل‌خان                                                 | ۱۵۱۱–۱۵۲۶            |
| سکندرشاه                                         | سکندرخان                                                | ۱۵۲۶                 |
| ناصرالدین محمودشاه دوم                           | ناصرخان                                                 | ۱۵۲۶                 |
| قطب‌الدین بهادرشاه                                | بهادرخان                                                | ۱۵۲۶–۱۵۳۵ (دورهٔ اوّل) |
| حکومت گورکانیان دورهٔ نصیرالدین همایون: ۱۵۳۵–۱۵۳۶ |                                                         |                      |
| قطب‌الدین بهادرشاه                                | بهادرخان                                                | ۱۵۳۶–۱۵۳۷ (دورهٔ دوم) |
| میران محمدشاه سوم                                | میران محمد فاروقی                                       | شش هفته؛ ۱۵۳۷        |
| ناصرالدین محمودشاه سوم                           | محمودخان                                                | ۱۵۳۷–۱۵۵۴            |
| غیاث‌الدین احمدشاه سوم                            | احمدخان                                                 | ۱۵۵۴–۱۵۶۱            |
| شمس‌الدین مظفرشاه سوم                             | حبو نانو یا ناتو(مدّعی حکومت به گفتهٔ مورّخان گورکانی)     | ۱۵۶۱–۱۵۷۳            |
| حکومت گورکانیان دورهٔ اکبر کبیر: ۱۵۷۳–۱۵۸۳        |                                                         |                      |
| شمس‌الدین مظفر شاه سوم                            | حبو یا نانو یا ناتو (مدّعی حکومت به گفتهٔ مورّخان گورکانی) | ۱۵۸۳ (دوباره)        |
| حکومت گورکانی دورهٔ اکبر کبیر                     |                                                         |                      |